# Uzerche
Uzerche (okcitansko Usèrcha) je naselje in občina v južnem francoskem departmaju Corrèze regije Limousin. Leta 2007 je naselje imelo 3.195 prebivalcev.

## Geografija
Kraj leži v pokrajini Limousin ob reki Vézère, 30 km severozahodno od Tulleja.

## Uprava
Uzerche je sedež istoimenskega kantona, v katerega so poleg njegove vključene še občine Affieux, Chamberet, L'Église-aux-Bois, Lacelle, Le Lonzac, Madranges, Peyrissac, Rilhac-Treignac, Saint-Hilaire-les-Courbes, Soudaine-Lavinadière in Veix s 4.896 prebivalci.
Kanton Uzerche je sestavni del okrožja Tulle.

## Zgodovina
Naselbina je nastala na okljuku reke Vézère že v poznem rimskem obdobju. Po legendi naj bi njeno ozemlje v 3. stoletju evangeliziral prvi škof Limogesa sveti Marcijal. Kraj je postal in ostal pomembno krščansko središče tudi v merovinškem in karolinškem obdobju.
Benediktinska opatija je bila ustanovljena v 9. stoletju, glavna romanska cerkev sv. Petra je bila zgrajena konec 11. stoletja.
Kot pomembno stičišče poti je Uzerche rasel tudi v visokem srednjem veku, ko je postal sedež kraljevega senešala in spodnjega Limousina.
S francosko revolucijo in novoustanovljenim departmajem Corrèze je kraj postal sedež enega od štirih okrožij, pri čemer je prevzel ime Faubourg-Égalité
Leta 1826 je bila kraju priključena občina Sainte-Eulalie.
V drugi polovici 19. stoletja je bila kraju s prihodom železnice in izgradnjo viadukta "PO-Corrèze" dana nova razsežnost. Sam viadukt je bil v funkciji od leta 1902 do 1969, danes služi kot sprehajališče.

## Zanimivosti
- cerkev sv. Evlalije iz 10. stoletja,
- cerkev sv. Petra iz 11. in 12. stoletja, francoski zgodovinski spomenik,
- stolp Črnega Princa iz 14. stoletja, zgodovinski spomenik,
- grad château Bécharie iz 15. stoletja, zgodovinski spomenik,
- renesančna stavba Maison Eyssartier iz 15. stoletja, zgodovinski spomenik,
- Hôtel du Sénéchal iz 16. stoletja, zgodovinski spomenik,
- most Pont Turgot na reki Vézère, zgrajen sredi 18. stoletja.

## Pobratena mesta
- Serravalle Pistoiese (Toskana, Italija);